# Магура
Ма́гура — вершина в Українських Карпатах, у масиві Сколівські Бескиди. Розташована на межі Стрийського району Львівської області та Долинського району Івано-Франківської області.
Висота — 1362,7 м. Розташована на межиріччі Опору та Мізуньки. Вершина і схили гори вкриті лісами. Маґура є другою за висотою вершиною Львівської області (після Пікуя).
На західних схилах гори розташоване заповідне урочище «Магура». На захід від гори лежить село Либохора.
На східних схилах гори бере початок струмок Магура.

## Походження назви
Магурою у Карпатах називають гору з вершиною, що повністю вкрита лісом. Назва походить від румунського слова, яке означає «горб, підвищення, курган».
Магура — одне з імен Матері-Слави: "се бо Магура співає пісню свою, і кличе до січі" (ВК, дощ.6-Г); її уявляють у вигляді прекрасної крилатої діви у військових обладунках, яка співає закличну пісню, вселяючи воїнам віру в перемогу над ворогом. Якщо вояк падає, вражений ворожою зброєю, Магура торкається до нього своїм крилом , цілує в охололі вуста і дає випити води Живої із золотого кубка. Тоді душа убитого воїна відправляється до Лук Сварожих, щоб отримати нове тіло, і тут він вічно пам'ятатиме останній поцілунок Магури.